# Regionalarmee Ostdistrikt
Die Regionalarmee Ostdistrikt (japanisch 東部軍 Tōbu-gun, deutsch ‚Ostarmee‘) war von 1923 bis 1945 eine der Armeen des Zentralen Verteidigungskommandos des Kaiserlich Japanischen Heeres.

## Geschichte
Die Regionalarmee Ostdistrikt, die zum damaligen Zeitpunkt „Verteidigungskommando Tokio“ (東京警備司令部, Tōkyō keibi shireibu) hieß, wurde am 16. November 1923 unter dem Kommando von General Yamanashi Hanzō in Tokio aufgestellt. 1935 kam das „Verteidigungskommando Ost“ (東部防衛司令部, Tobu bōei shireibu) hinzu, das 1937 mit dem Tokioter zusammengelegt wurde, 1940 den Namen „Ostarmee“ (東部軍, Tōbu-gun) und schließlich 1945 „Militärbezirk Ost“ (東部軍管区, Tobu gunkanku). Im letzten Kriegsjahr war ihre primäre Aufgabe die Verteidigung Tokios im Falle einer Alliierten Landung.
In der Radioansprache Gyokuon-hōsō (jap. 玉音放送, dt. etwa: „Übertragung der kaiserlichen (wörtl.: diamantenen) Stimme“) verlas Tennō Hirohito den „Kaiserlichen Erlass zur Beendigung des Großostasiatischen Kriegs“ (大東亜戦争終結ノ詔書, Daitōa sensō shūketsu no shōsho). Viele japanische Militärs empfanden es als unehrenhaft, den Krieg auf diese Weise zu beenden, und unternahmen am 14. August einen Putschversuch. Unter der Vorgabe falscher Befehle ließ Hatanaka Kenji, einer der hauptverantwortlichen Verschwörer, am Abend jenes Tages den kaiserlichen Palast besetzen, um die Aufzeichnung zu vernichten. General Tanaka Shizuichi, der zu diesem Zeitpunkt Oberbefehlshaber der Regionalarmee Ostdistrikt war, begab sich persönlich in den Kaiserlichen Palast und konnte die Verschwörer zu einem Ende des Putsches bewegen.
Die Regionalarmee Ostdistrikt wurde am 30. November 1945 in Tokio aufgelöst.

## Oberbefehlshaber
|     | Name                                | Von                | Bis                |
| --- | ----------------------------------- | ------------------ | ------------------ |
| 1.  | General Yamanashi Hanzō             | 16. November 1923  | 20. August 1924    |
| 2.  | General Kikuchi Shinnosuke          | 20. August 1924    | 2. März 1926       |
| 3.  | Feldmarschall Mutō Nobuyoshi        | 2. März 1926       | 28. Juli 1926      |
| 4.  | General Isomura Nen                 | 28. Juli 1926      | 10. August 1928    |
| 5.  | General Kishimoto Shikitaro         | 10. August 1928    | 1. August 1929     |
| 6.  | Generalleutnant Hasegawa Naotoshi   | 1. August 1929     | 22. Dezember 1930  |
| 7.  | Generalleutnant Hayashi Yasakichi   | 22. Dezember 1930  | 29. Februar 1932   |
| 8.  | Generalleutnant Kihara Kiyoshi      | 29. Februar 1932   | 18. März 1933      |
| 9.  | Generalleutnant Hayashi Noriyuki    | 18. März 1933      | 5. März 1934       |
| 10. | General Nishi Giichi                | 5. März 1934       | 2. Dezember 1935   |
| 11. | Generalleutnant Kashii Kohei        | 2. Dezember 1935   | 2. April 1936      |
| 12. | Generalleutnant Iwakoshi Koichi     | 2. April 1936      | 2. August 1937     |
| 13. | General Nakamura Kōtarō             | 2. August 1937     | 23. Juni 1938      |
| 14. | Generalleutnant Kawagishi Bunzaburo | 23. Juni 1938      | 1. Dezember 1939   |
| 15. | Generalleutnant Inaba Shiro         | 1. Dezember 1939   | 15. Oktober 1941   |
| 16. | General Tanaka Shizuichi            | 15. Oktober 1941   | 24. Dezember 1941  |
| 17. | General Nakamura Kōtarō             | 24. Dezember 1941  | 1. Mai 1943        |
| 18. | General Doihara Kenji               | 1. Mai 1943        | 22. März 1944      |
| 19. | General Fujie Keisuke               | 22. März 1944      | 9. März 1945       |
| 20. | General Tanaka Shizuichi            | 9. März 1945       | 22. August 1945    |
| 21. | General Doihara Kenji               | 22. August 1945    | 23. September 1945 |
| 22. | General Kitano Kenzo                | 23. September 1945 | 30. November 1945  |

## Untergeordnete Einheiten
Der Regionalarmee Ostdistrikt waren folgende Einheiten unterstellt (Stand Dezember 1941):
- 52. Division
- 2. Depot-Division
- 3. Depot-Division
- 51. Depot-Division
- 57. Depot-Division